# 城关镇 (陇县)
城关镇，是中华人民共和国陕西省宝鸡市陇县下辖的一个乡镇级行政单位。

## 行政区划
城关镇下辖以下地区：
西城区社区、东城区社区、朱家寨村、神泉村、高堎村、店子村、穆家寨村、营沟村、杨家庄村、西关村、西街村、南街村、东街村、安儿坡村、黄家崖村、唐家庄村、北关村、堡子身村、堎底下村、小寨村、小沟村、麦枣村、枣园村和腰庄村。